# 托马斯·赖内克
托马斯·赖内克（德語：Thomas Reineck，1967年11月18日—），德国男子皮划艇运动员。他曾代表西德、德国参加1988年、1992年和1996年夏季奥林匹克运动会皮划艇比赛，获得二枚金牌。